# Malá Poľana
Malá Poľana – wieś (obec) na Słowacji położona w kraju preszowskim, w powiecie Stropkov. Pierwsze wzmianki o miejscowości pochodzą z roku 1567.
Według danych z dnia 31 grudnia 2012, wieś zamieszkiwało 112 osób, w tym 54 kobiety i 58 mężczyzn.
W 2001 roku rozkład populacji względem narodowości i przynależności etnicznej wyglądał następująco:
- Słowacy – 43,80%
- Czesi – 1,65%
- Rusini – 47,11%
- Ukraińcy – 7,44%

Ze względu na wyznawaną religię struktura mieszkańców kształtowała się w 2001 roku następująco:
- Katolicy rzymscy – 8,26%
- Grekokatolicy – 72,73%
- Prawosławni – 18,18%